# Бродзоло
Бро̀дзоло (на италиански: Brozolo; на пиемонтски: Breuso, Бреузо, на окситански: Bersol, Берзол) е община и село в Метрополен град Торино, регион Пиемонт, Северна Италия. Разположено на 360 m надморска височина. Към 1 януари 2020 г. населението на общината е 443 души, от които 23 са чужди граждани.